# Josef Duda

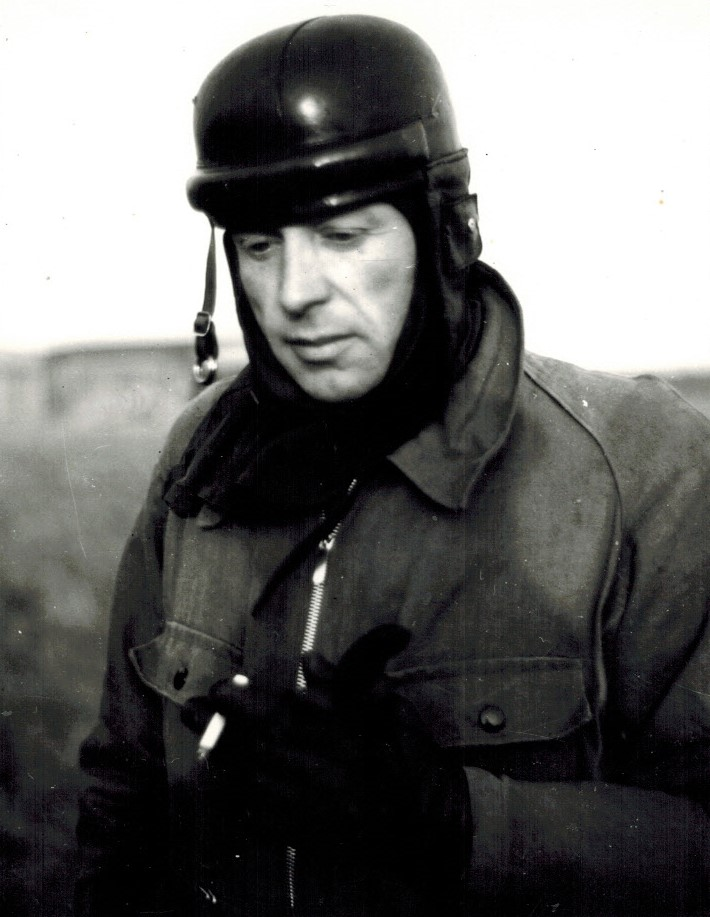
Štkpt. let. Josef Duda v Chartres v roce 1939–1940

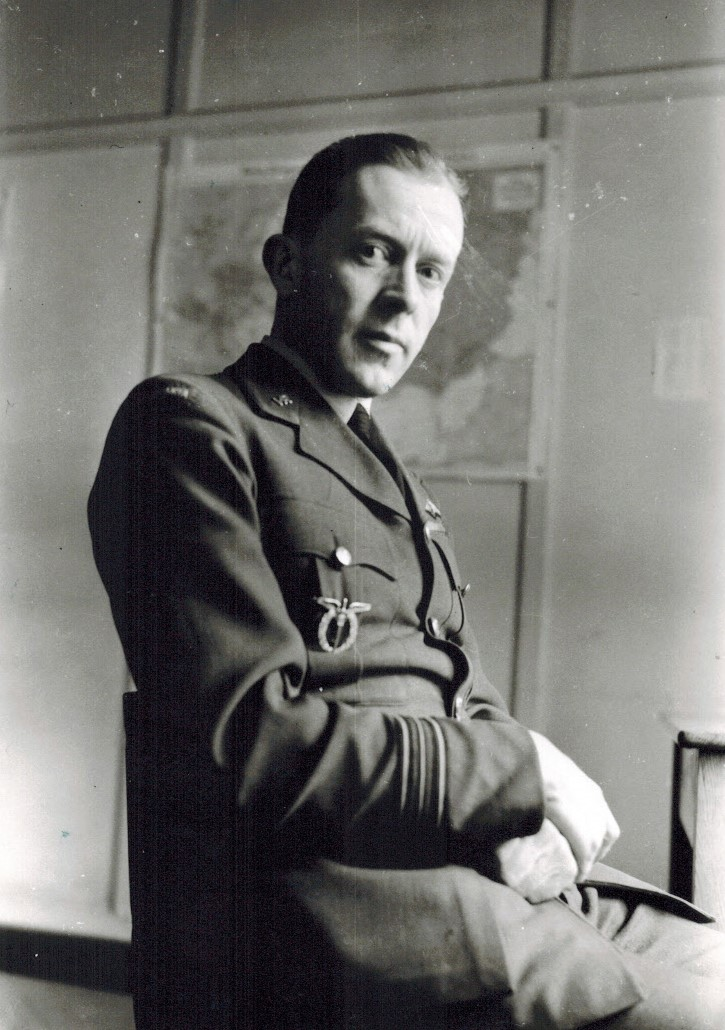
Wing Commander RAF Josef Duda 1942–1943

Generálmajor Josef Duda, CBE (9. srpna 1905 Praha Pohořelec – 7. prosince 1977 Prostějov) byl československý důstojník, polní pilot-letec, vychovatel čs. leteckého vojenského dorostu, velitel dálkozvědných a stíhacích letek a perutí, účastník II. národního domácího a zahraničního odboje, operační pilot bitvy o Francii a bitvy o Británii, spojenecký a štábní velitel v letech II. světové války a poválečný velitel Vojenského leteckého učiliště v Prostějově (1. 6. 1945 – 3. 3. 1948).
Spolu s dalšími důstojníky a spolubojovníky byl po komunistickém puči nejprve zlikvidován vojensky (degradován do hodnosti vojína-úderníka), posléze i občansky (zbavením bytu a převedením do dělnických profesí) a až do své smrti se nedočkal rehabilitace (nastala až v roce 1990 vrácením původní hodnosti plukovníka letectva a jmenováním do hodnosti generálmajora in memoriam).

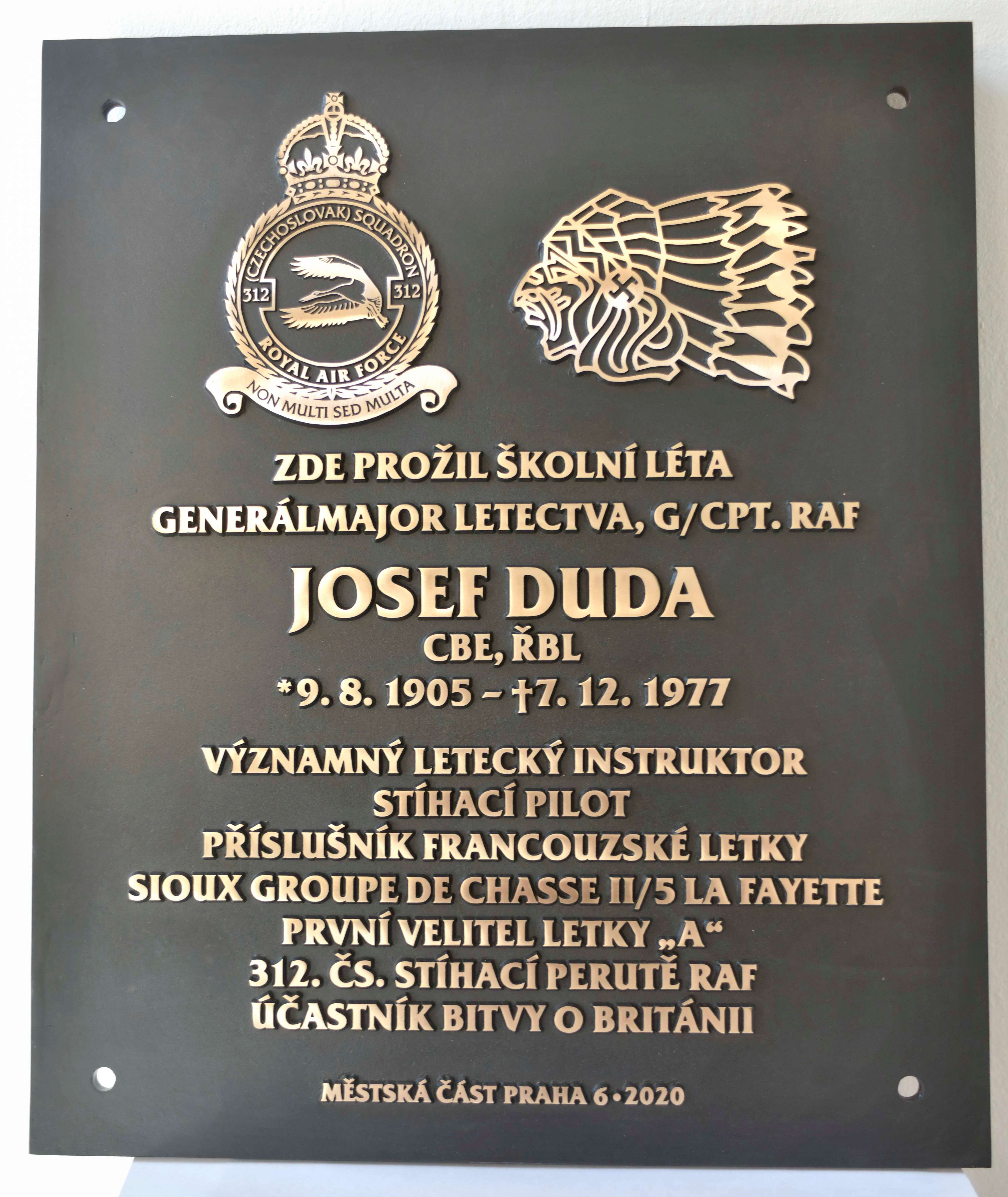
Pamětní deska genmjr. Josefa Dudy CBE, umístěná na budově Gymnázia Jana Keplera v Praze na Hradčanech

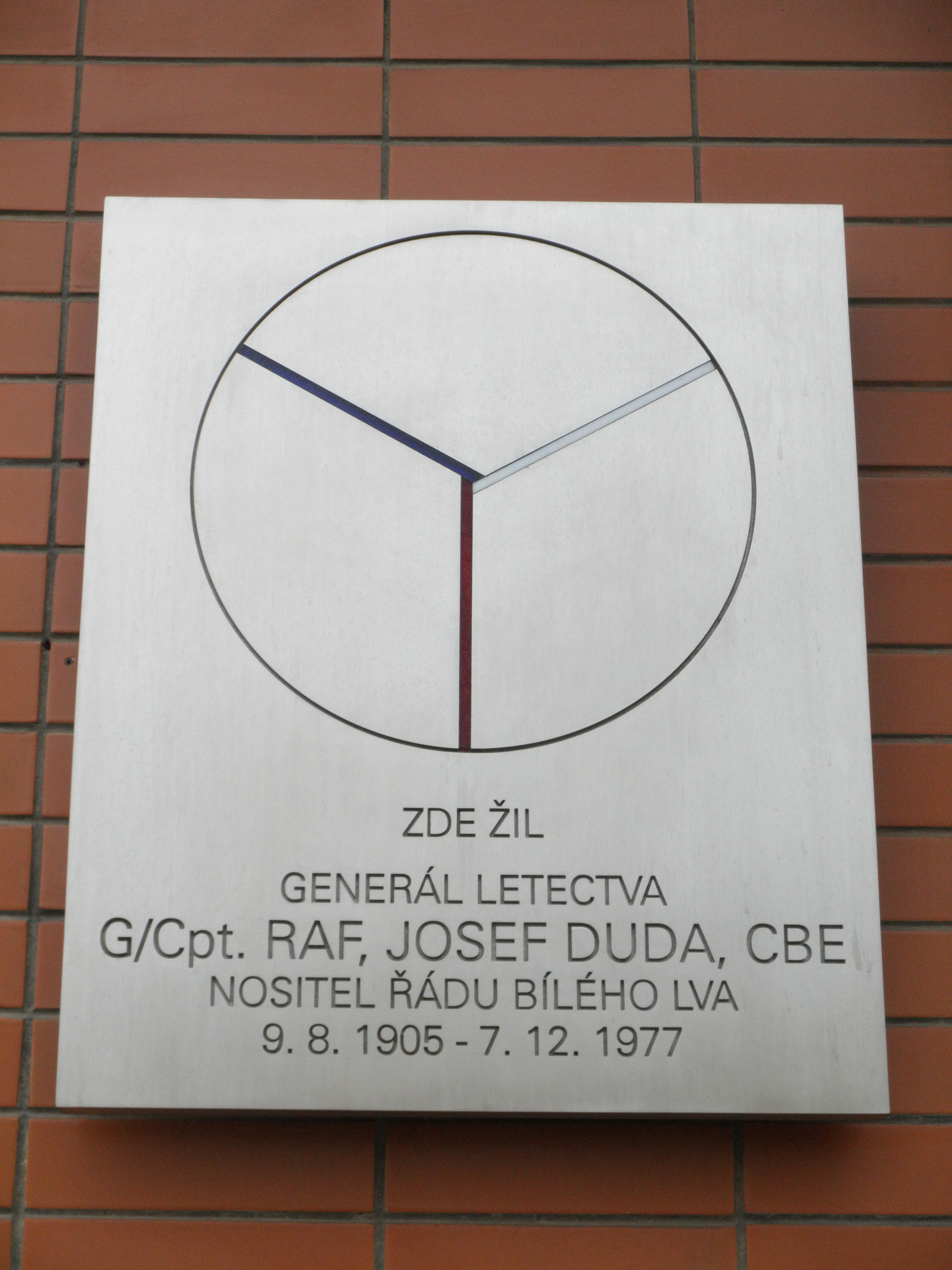
Pamětní deska Josefa Dudy na domě, kde žil, v ulici Sádky 6 v Prostějově. Desku vytvořila Pavla Kačírková

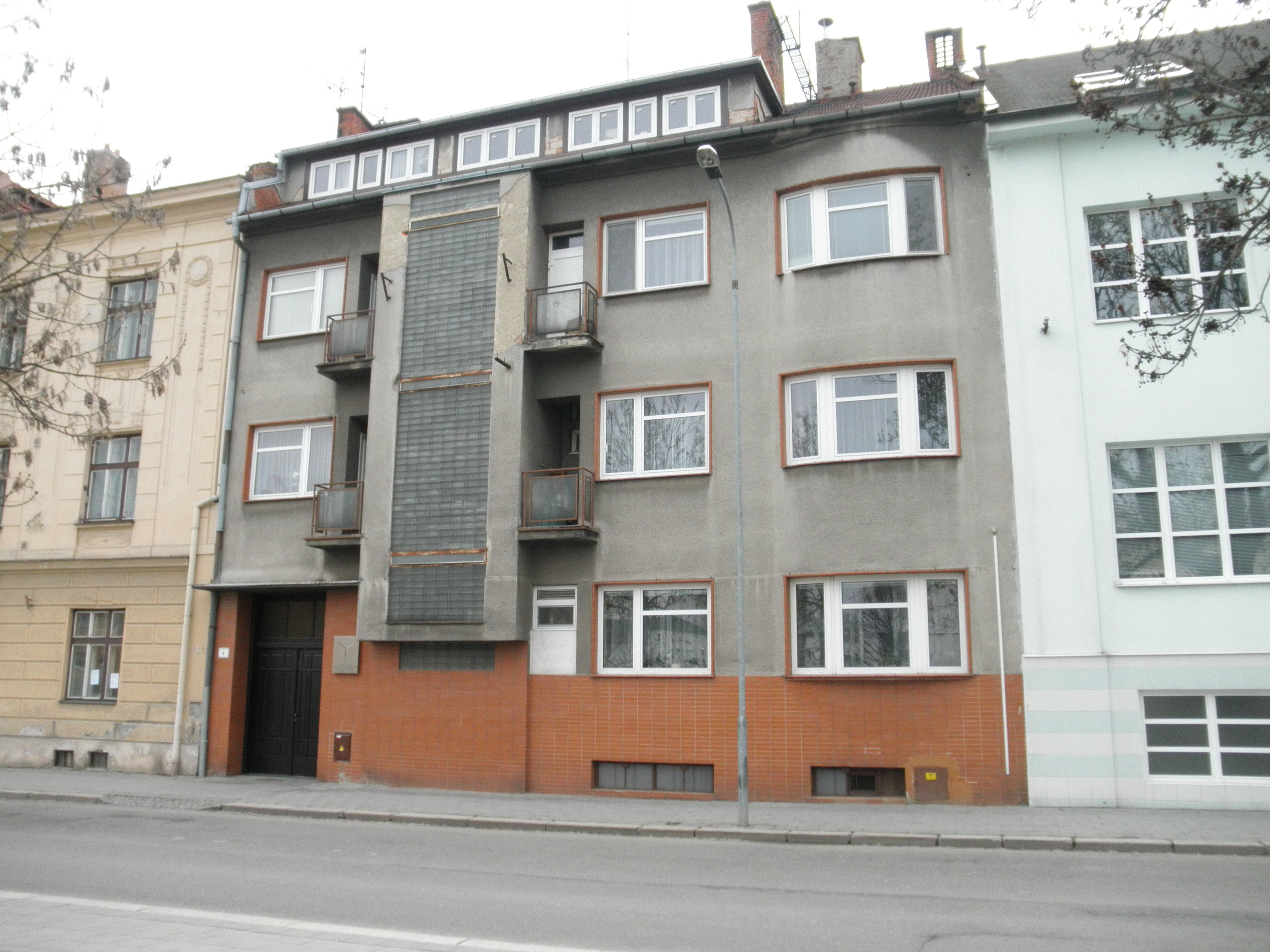
Dům v ulici Sádky 6 v Prostějově, kde Josef Duda žil

## Život

### Mládí
Narodil se ve vlastenecké a sokolské rodině na Pohořelci v Praze IV. (dnes Keplerova 14) matce Marii, rozené Selixové (1879–1921), a otci Janu Nepomuku Dudovi (1877–1957), který byl zemským okresním šikovatelem a pozdějším čs. štábním kapitánem. Byl mladší ze tří synů. V letech 1911–1916 vychodil Obecnou a měšťanskou školu chlapeckou na Hradčanech (dnes Gymnázium Jana Keplera). Po maturitě v roce 1923 na České státní reálce v Novodvorské ulici na Malé Straně (dnes Gymnázium Jana Nerudy) vstoupil dobrovolně do československé armády (23. odvod) a byl zařazen k Pěšímu pluku č. 9 Karla Havlíčka Borovského v Mostě.

### Akademická a vojenská studia (kurzy) v Československu
- 1923/25 – studia ve Vojenské akademii v Hranicích na Moravě
- 1925/26 – Aplikační škola v Učilišti pro dělostřelectvo v Olomouci (písemná pochvala velitele)
- 1928 – absolvent Kurzu pěchotního dělostřelectva a jezdeckých pozorovatelů z letounu ve Vojenském leteckém učiliště v Chebu (s vynikajícím prospěchem)
- 1928 – absolvoval Pozorovatelský kurz ve Vojenském leteckém učilišti v Chebu (vydán Zápisník letů č. 1 – celkem jich až do února 1948 je 7)
- 1928 – přemístěn od 111. děl. pl. k nejprestižnějšímu Leteckému pluku č. 3. „Generála letce M. R. Štefánika“ do Nitry a zařazen k peruti I/3, posléze dán k dispozici k 7. pozorovací letce v Košicích (později v Olomouci)
- 1929 – působil u 7. pozorovací letky (přejmenována na Detachement letky 7. Let. pl. 3 gen. let. MRŠ a zařazen do sestavy 13. pozorovací letky v Košicích
- 1929 – převelen do nově vybudovaného Vojenského leteckého učiliště v Prostějově a přijat do 16. Pozorovací školy pro důstojníky z povolání a zařazen do Školní letky 2. leteckého školního oddílu
- 1930 – absolvent Pozorovací školy (s výtečným hodnocením) a přemístěn k Leteckému pluku 2 „Dr. Edvarda Beneše“ do Olomouce k nově vytvořené 63. zvědné letce s dislokací v Olomouci a Přerově
- 1932 – absolvoval Fotografický kurz při Vojenském studijním ústavu v Praze (skvělé hodnocení)
- 1933 – jmenován leteckým technickým pobočníkem u Leteckého pluku 2 v Olomouci
- 1933 – absolvoval Mechanický kurz pro důstojníky letectva u Zemského leteckého skladu II. v Olomouci
- 1933 – přemístěn do Vojenského leteckého učiliště v Prostějově a zařazen do Pilotní školy elementární a následně do Pilotní školy pokračovací VLU tamtéž
- 1933 – zařazen do Pilotní školy stíhací VLU v Chebu (vyslovena pochvala a uznání od Ministerstva národní obrany (MNO) za chladnokrevnost a rozhodnost) a odeslán k 35. stíhací letce k Leteckému pluku 2 do Olomouce
- 1933/35 – jmenován leteckým instruktorem, pedagogem a vychovatelem Školy leteckého dorostu VLU v Prostějově (za svou činnost kdy vyškolil desítky vynikajících čs. vojenských pilotů obdržel pochvalu velitele VLU)
- 1935 – odeslán k Leteckému pluku 3 MRŠ do Bratislavy a byl zařazen k 38 stíhací letce s dislokací ve Vajnorech
- 1936/37 – jmenován zatímním velitelem 64. dálkově zvědné letky Let. pl. 3 MRŠ v Piešťanech
- 1937 – převzal velení 37. stíhací letky Let. pl. 3 ve Vajnorech
- 1937/38 – nastoupil a působil jako instruktor do Pilotní školy v Nitře, dále jako velitel do Pilotní a výcvikové školy v Piešťanech a ve Výcvikovém středisku ve Spišské Nové Vsi
- 1937/39 – jmenován velitelem stíhací letky 45  Let. pl. 3 MRŠ v Piešťanech a ve Spišské Nové Vsi
- 1938/39 – za branné hotovosti státu a v období mnichovské krize převzal velení stíhací polní letky 45, stal se velitelem cvičné perutě III. v Piešťanech a velitelem polní perutě V/3 s dislokací ve Spišské Nové Vsi. Dvacetiletou leteckou bilanci uzavřel v Zápisníku letů č. 4 těmito údaji: létal na 38 typech letounů, a vykonal 4700 letů v délce trvání 1240 hodin
- 1939 – po okupaci českých zemí zahájil ještě na Slovensku přípravu na odbojovou činnost, po návratu do protektorátu pokračoval v ilegalitě v Praze (spolu s celou rodinou) do přechodu polských hranic
- 1945 – v Londýně navržen na Řád britského impéria (udělen 1947) a na československý Řád bílého lva (udělen 2002)
- 1945 – jmenován od 1. 6. zatímním velitelem Vojenského leteckého učiliště v Prostějově
- 1945 – jmenován předsedou Hanáckého aeroklubu generála letce Aloise Vicherka v Prostějově, stal se potvrzeným velitelem VLU, velitelem letišť Prostějov-Stichovice I. a II., Olomouc a posádkovým velitelem města Prostějov
- 1947 – vyslán MNO do I. turnusu pro vybrané generály a plukovníky a zároveň definitivně ustanoven velitelem VLU v Prostějově a posádky města – vyřazoval první poválečné čs. vojenské piloty-letce a byl před jmenováním do hodnosti brigádního generála letectva
- 1948 – po komunistickém puči patřil již 27. 2. mezi první z funkcí odstraněné velitele čs. branné moci
- 1949–1965 – po degradaci vojenské nastala i degradace lidská a existenciální – stal se dělníkem, posléze až do roku 1965 řidičem n. p. Železárny Prostějov

### Polsko
- 1939 – překročení protektorátních hranic 8. 6. (skupina pod Dudovým vedením v sestavě: npor. let. Josef Hudec, por. let. Stanislav Fejfar a čet. let. Otto Hrubý) – směr Krakov, kde na tamním čs. konzulárním středisku obdržel č. 253 v zahraničním odboji a zavázal se k pětileté službě ve francouzské Cizinecké legii; stal se velitelem II. lodního 140členného vojenského transportu směřujícího z Gdyně do Boulogne sur Mer.

### Francie
- 1939 – v Paříži se stal z rozhodnutí Československé vojenské správy koordinátorem v rozdělování čs. letců, kteří dopluli v dalších transportech do Francie
- 1939 – do zahraniční vojenské služby byl odveden v Paříži 2. října 1939; v září obdržel hodnost Lieutenant-Pilote a byl převeden pod patronaci francouzského letectva (L'Armée de l'Air) a přemístěn do Ústředního stíhacího výcvikového střediska č. 6 v Chartres, kde připravoval podmínky pro přijetí čs. letců a jejich přeškolování na americké a francouzské letouny
- 1940 – v květnu povýšen do hodnosti Le Capitaine-Pilote a podnikal výcvik na amerických strojích Curtiss Hawk H.75C.1
- 1940 – začala letecká bitva o Francii – 18. 5. obdržel rozkaz k okamžitému přesunutí na frontovou linii do prostoru Toul-Croix de Metz, kam byl vtělen k legendární 3. Escadrille „La Fayette“ do polní peruti Groupe de Chasse II/5, v jejíž české části velel letce Siouxů. V průběhu bojů sestřelil dva a půl nepřátelského letounu (Dornier-Do-215, Heinkel He-111 a Henschel H126) na strojích C.H. 75 č. 63, 140 a 284). Po kapitulaci Francie, odletěl s perutí do Severní Afriky, kde přistál na polním letišti Saint-Denis du Sig u Oranu. Nastala anabáze přesunu z Oranu, Alžíru do Casablancy, odkud následoval přesun do Gibraltaru. Československou a francouzskou leteckou bilanci uzavřel Zápisník letů s pozoruhodnou bilancí: vykonal 4842 letů v době trvání 1319 hodin 15 minut
- 1940 – z Gibraltaru se 21. července vydalo 20. lodních konvojů směrem k břehům Velké Británie

### Velká Británie
- 1940 – začala letecká bitva o Británii – 4.–5. srpna vylodění v Cardiffu a přemístění do karanténního pobytu v Cholmondeley Park u Chesteru, odkud do Československého depa v Cosfordu, kde byl 17. 8. přijat do Dobrovolnické zálohy RAF (Royal Air Force Voluntary Reserve)
- 1940 – Pilot Office P/O (podporučík) – v RAF veden pod č. 83224 [2]
- 1940 – přemístěn na leteckou bázi RAF v Duxfordu, kde se zformovala a ustanovila 29. 8. elitní sestava čs. letců, do 312. čs. stíhací perutě (Noth 312 (Czech) Fighter Squadron) RAF, která v B. of B. hájila vzdušný prostor nad přístavem Liverpool
- 1940 – povýšen do hodnosti Flight Lieutenant (kapitán) a stal se velitelem letky A, je úředně veden jako Battle of Britain Fighter Pilot a jeho jméno je uvedeno v londýnském i pražském památníku letců RAF a ve všech oficiálních dokumentech vztahujících se k B. of B.
- 1940/41 – po ukončení operační činnosti se stal zalétávacím pilotem a instruktorem v druhosledových jednotkách RAF
- 1941 – absolvoval speciální kurz ve Spojovací škole (Signal Schoul 2, SS of Jatesbury (s vynikajícím prospěchem) a jmenován do čs. hodnosti majora letectva
- 1941/42 – přiznána britská hodnost Squadron Leader (major), odeslán na Inspektorát čs. letectva do Londýna (výcvikový referent, posléze přednosta III. (studijního) oddělení, v červnu 1942 přebíral v britské hodnosti Wing Commander (podplukovník) systematizované místo velitele Československé náhradní a výcvikové letecké jednotky (Czechoslovak Depot) v St. Athanu ve Walesu (za uvedené zásluhy o rozkvět čs. letectva vyslovena pochvala inspektora čs. letectva)
- 1943/44 – přiznána britská hodnost Group Captain (plukovník) – ustanoven styčným důstojníkem mezi Velitelstvím vzdušné obrany HQFC RAF a mezi Čs. inspektorátem a také určen velitelem Čs. studijní skupiny složené z nejzkušenějších specialistů a letců; zároveň se spolupodílel na všech významných operacích anglo-amerických vzdušných a pozemních sil v hlavním štábu Overlordu generála Dwighta D. Einsenhowera a velitele spojeneckých vzdušných sil Air Chief Marshal sira Traforda Leigh-Malloryho, KCB, GCMG, DSO, které významným způsobem rozhodly o ukončení II. světové války v Evropě. Jmenován do čs. hodnosti podplukovníka letectva – za svou práci obdržel z nejvyšších míst jak spojenecká, tak československá uznání a pochvaly
- 1945 – návrat do vlasti dne 18. 5. s prvním sledem čs. politiků a vojenských činitelů

## Povýšení
- 1923 – vojín s prezentací a přidělením k 1. náhradní rotě
- 1923 – nadpočetný frekventant s přidělením do Vojenské akademie v Hranicích na Moravě
- 1923/24 – vojenský akademik s přidělením v I. ročníku do oddílu dělostřelectva k 1 náhradní rotě, posléze přemístěn k 1. polní rotě;  ve II. ročníku přiřazen do 2. baterie VA
- 1925 – poručík dělostřelectva vyřazený z VA
- 1925 – poručík dělostřelectva přemístěn ke 2. baterii 111. dělostřeleckého pluku v Košicích
- 1925/26  – poručík dělostřelectva u 107. dělostřeleckého pluku v Olomouci
- 1926/28 – poručík dělostřelectva u 111. dělostřeleckého pluku v Košicích
- 1928 – jmenován MNO po úspěšných leteckých zkouškách – dělostřeleckým pozorovatelem-letcem v Nitře, Košicích a Olomouci
- 1929 – nadporučíkem dělostřeleckým pozorovatelem-letcem
- 1931 – jmenován MNO polním pozorovatelem-letcem u Leteckého pluku 2 v Olomouci
- 1933 – jmenován MNO pilotem-letcem ve VLU  v Prostějově
- 1934 – jmenován MNO polním pilotem-letcem
- 1935 – kapitán polní pilot-letec (nejmladší čs. důstojník letectva) u Leteckého pluku 3 na Slovensku
- 1938 – štábní kapitán polní pilot-letec
- 1941 – major letectva
- 1943 – podplukovník letectva
- 1945 – plukovník letectva a velitel VLU v Prostějově
- 1948 – odstaven ze všech armádních funkcí
- 1949 – degradován do hodnosti vojín-úderník
- 1990 – vrácena hodnost plukovníka
- 1990 – generálmajor letectva in memoriam

## Řády, vyznamenání a odznaky (výběr)
| 1931 |                                                         | udělen Odznak čs. polního pozorovatele-letce                                                        |
| 1934 |                                                         | udělen Odznak čs. polního pilota-letce                                                              |
| 1940 | Československý válečný kříž 1939                        | Československý válečný kříž 1939                                                                    |
| 1944 |                                                         | Československá vojenská pamětní medaile čs. armády v zahraničí (se štítky Francie a Velká Británie) |
| 1944 | Československá medaile za zásluhy, I. stupeň - stříbrná | Československá medaile za zásluhy, I. stupně                                                        |
| 1946 | Československá medaile Za chrabrost před nepřítelem     | Československá medaile Za chrabrost před nepřítelem                                                 |
| 2002 | Řád Bílého lva                                          | Český Řád bílého lva komturské třídy – udělen in memoriam                                           |
| 2020 | Kříž obrany státu ministra obrany České republiky       | Český Kříž obrany státu – udělen in memoriam                                                        |
| 1939 |                                                         | Odznak francouzské Cizinecké legie                                                                  |
| 1940 |                                                         | Odznak francouzského polního pilota-letce                                                           |
| 1940 |                                                         | Odznak francouzské perutě II/5 „La Fayette“, escadrille „Sioux“                                     |
| 1940 | Croix de guerre                                         | Francouzský válečný kříž 1939 (s dvěma armádními citacemi)                                          |
| 1940 |                                                         | Odznak britského pilota-letce RAF                                                                   |
| 1945 | Hvězda 1939–1945                                        | Hvězda 1939–1945 (se štítkem Battle of Britain)                                                     |
| 1945 | Medaile Za obranu (Velká Británie)                      | Medaile Za obranu 1939–1940                                                                         |
| 1945 | Válečná medaile 1939–1945                               | Válečná medaile 1939–1945                                                                           |
| 1947 | Řád britského impéria, III. třída                       | Řád britského impéria komturského stupně C.B.E.                                                     |
| 1944 |                                                         | Odznak polského pilota-letce                                                                        |
| 1947 |                                                         | Jugoslávský Řád Za zásluhy o národ II. třídy                                                        |

## Posmrtné pocty
- Po roce 1995 prohlásilo Statutární město Prostějov místo posledního odpočinku za významnou památku
- Na počest generála Dudy byl dne 8. března 2002 pojmenován Aeroklub v Prostějově
- V roce 2008 byla slavnostně odhalena pamětní deska na domě v ulici Sádky 6 v Prostějově (dílo sochařky Pavly Voborník Kačírkové)
- V roce 2009 byla z rozhodnutí Zastupitelstva Statutárního města Prostějova pojmenována po generálovi Dudovi nová ulice na předměstí města v části obce Čechovice
- V roce 2019 rozhodl GŠ AČR dekretem, aby prapor 533. bezpilotních systémů v Prostějově nesl od 1. ledna 2020 čestný název generála Josefa Dudy[3]
- V prosinci 2019 rozhodla Městská část Prahy 6, aby generálu Dudovi byla odhalena pamětní deska na Gymnáziu Jana Keplera na Hradčanech (slavnostní odhalení se uskutečnilo dne 30. března 2020, dílo vytvořili Jan Dvořák a Radko Šťastný)
- V prosinci 2019 rozhodl Magistrát hl. m. Prahy, Rada hl. m. Prahy a její Místopisná komise, aby po pražském rodáku generálu Dudovi byla v samém středu města pojmenována ulice (zrealizováno v lednu 2020)
- V září 2020 bylo z rozhodnutí Zastupitelstva Statutárního města Prostějova uděleno genmjr. letectva Josefu Dudovi, CBE, Čestné občanství Statutárního města Prostějova in memoriam
- V roce 2022 byl zřízen Pamětní odznak (medaile) 533. praporu bezpilotních systémů generála Josefa Dudy – 533. PBS AČR, výtvarná podoba a schválen VHÚ, který byl poprvé udělován v srpnu 2022 při slavnostním nástupu
- V srpnu 2022 bylo za účasti zástupců Generálního štábu Armády ČR a představitelů města Prostějov slavnostně odhaleno nové hrobové místo na prostějovském hřbitověHrobové místo generálmajora Josefa Dudy na prostějovském hřbitově

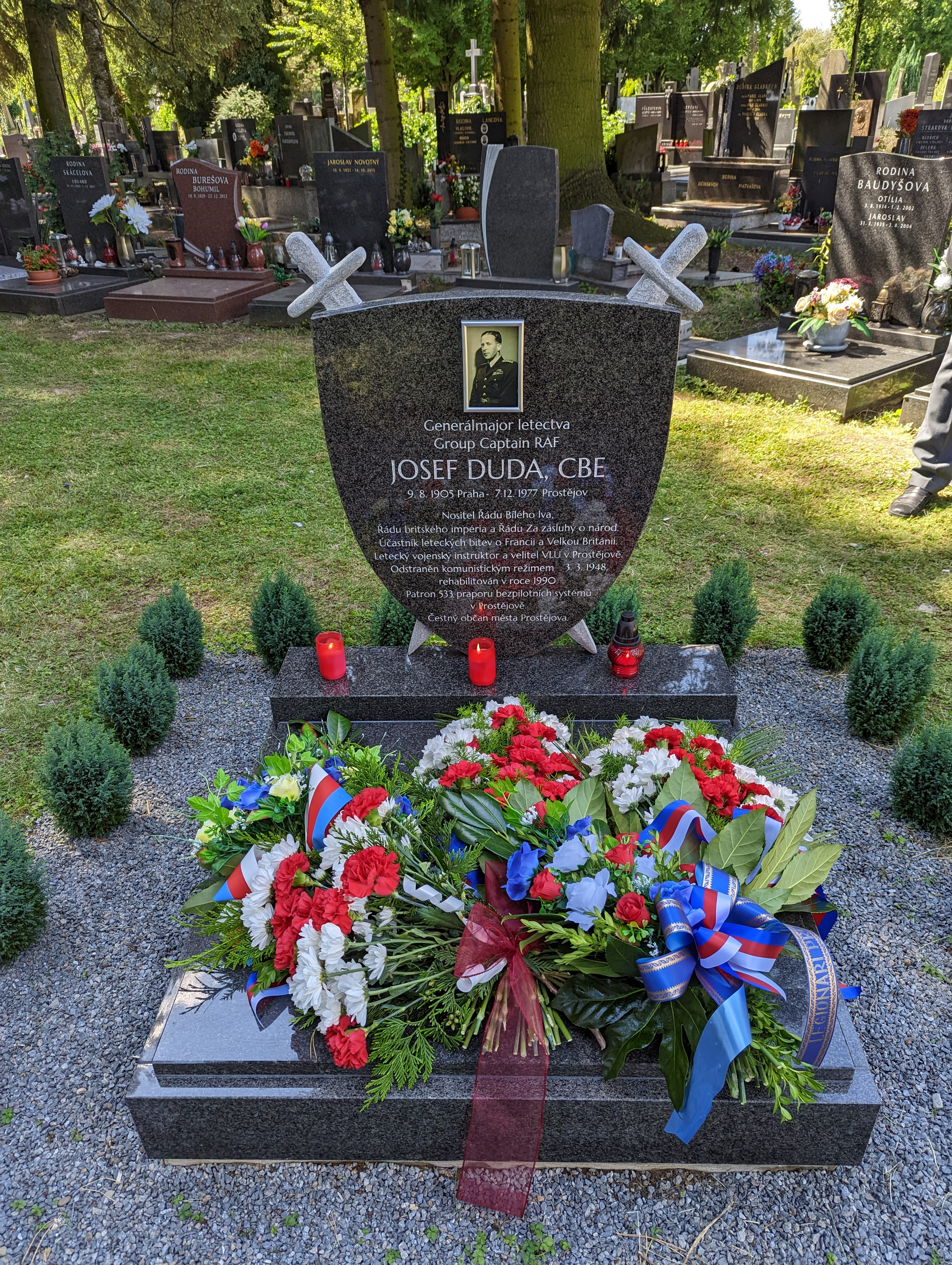
Hrobové místo generálmajora Josefa Dudy na prostějovském hřbitově

- V září 2023 byla slavnostně odhalena pamětní deska na budově Churchill I. v Dudově ulici v Praze 2, která informuje o generálově osobnosti (slavnostní odhalení se uskutečnilo dne 15. září 2023 – dílo vytvořili Jan Goláň a Ondřej Duda)Pamětní deska generála Josefa Dudy v Dudově ulici v Praze 2 na budově Churchill Square

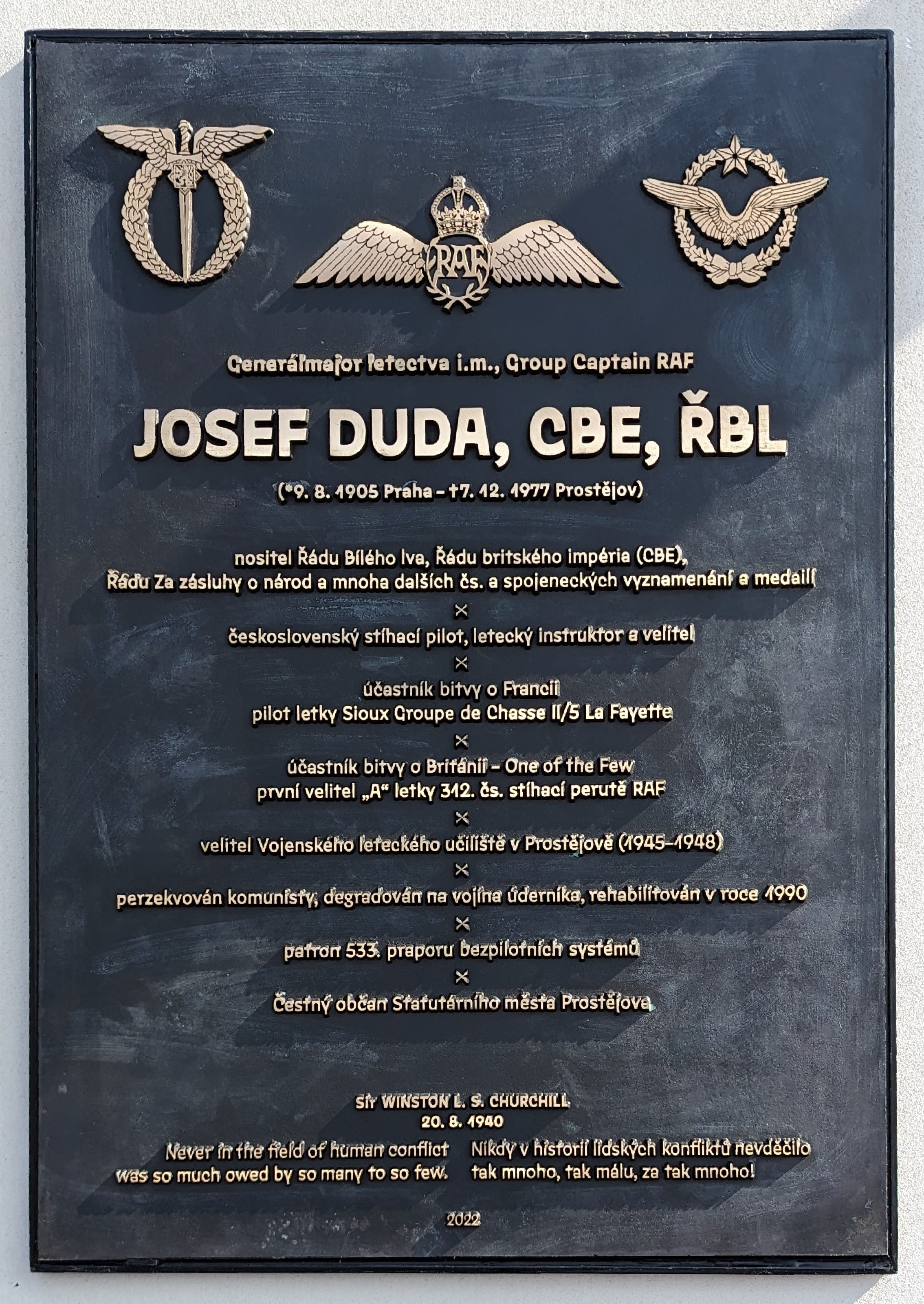
Pamětní deska generála Josefa Dudy v Dudově ulici v Praze 2 na budově Churchill Square